# Сандалеты
Сандале́ты  (фр. sandalette) — закрытая летняя лёгкая обувь, туфли или полуботинки, могут иметь перфорацию, вырезы, но обязаны иметь закрытые задник и переднюю часть (иначе это будут сандалии)
.

## Этимология
Термин заимствован в XX веке из французского языка (фр. sandalette), в котором произведено от фр. sandale — сандалия с помощью уменьшительно-ласкательного суффикса -ette. Но в русском языке сандалеты не являются «облегчёнными» («уменьшенными») сандалиями, наоборот, сандалии — более лёгкая обувь.
Французское же sandale через заимствование из итальянского языка восходит к лат. sandalium. Первоисточником этих слов является др.-греческое слово σάνδαλον (от лесбосского σάμβαλον) — «деревянный башмак», которое пришло с Востока.

## Отношения с этикетом
Для мужчин сандалеты полностью запрещены на официальных приёмах. Для женщин же многие виды сандалет разрешены на них.
Однако в 2010 году главный государственный санитарный врач Российской Федерации Геннадий Онищенко заявил, что надо несущих свою службу на улице сотрудников ГИБДД одеть в шорты и сандалеты при жаркой погоде.

## Сандалеты в литературе
- В 1968 году в журнале «Огонёк» вышло произведение Юрия Нагибина «Единственный поступок»[13].
- В 1999 году представительница заозёрной школы Инна Китасова написала стихотворение «Поэт и сандалет»[14].
- В 2012 году в журнале «Новый мир» в рассказе «Астроном» Виталия Сероклинова упомянуты[15].